# Необхідні навігаційні характеристики
Required Navigation Performance, або RNP, або Необхідні навігаційні характеристики — показник точності дотримання навігаційних характеристик, необхідний для виконання польотів у межах установленого повітряного простору. RNP це тип навігації, заснованої на характеристиках (PBN), яка дозволяє здійснювати політ по визначеному шляху між вдома заданими точками в 3D просторі. Зональна навігація (RNAV) і RNP система навігації фундаментально схожі. Ключовою відмінністю між ними є це вимоги до моніторингу продуктивності на борту літака і тривожного сповіщення. Навігаційна специфікація, яка включає вимоги до контролю навігаційних характеристик та оповіщення є специфікацією RNP. Специфікація, яка не містить таких вимог є специфікацією RNAV.
RNP також відноситься до рівня вимог, що пред'являються до конкретної процедури або конкретного блоку повітряного простору. RNP із значенням 10 означає, що навігаційна система повинна бути в змозі обчислити положення, з точністю потрапляння до кола радіусом в 10 морських миль. RNP для 0.3 означає, що навігаційна система повинна мати можливість порахувати положення, в колі радіусом 3 десяті долі від морської хвилі.

## Закони
- Про затвердження Правил сертифікації експлуатантів (п.2.1.22 Правил) N 204 від 29.05.98 м. Київ (див. текст) (В редакції Наказу Мінтрансу N 3 від 09.01.2001) (Наказ втратив чинність на підставі Наказу Міністерства транспорту та зв'язку N 273 від 28.03.2006)
- Наказ Про затвердження Правил сертифікації експлуатантів (Правила, п.2) 20.09.2005 N 684